# Фицчарльз, Чарльз, граф Плимут
Чарльз ФицЧарльз (1657 — 17 октября 1680) — 1-й граф Плимут (1675—1680), пэр Англии. Незаконнорожденный сын Карла II Стюарта (1630—1685), короля Англии, Шотландии и Ирландии (1660—1685), от Кэтрин Пегге.

## Биография
Мать Чарльза — Кэтрин Пегге (род. 1635) была дочерью Томаса Пегге из Yeldersley (город Эшборн, графство Дербишир). У Чарльза также была сестра Кэтрин ФицЧарльз (род. 1658), которая стала монахиней. Роман Карла Стюарта с Кэтрин Пегге произошел во время изгнания на континенте. В 1667 году Кэтрин Пегге была выдана замуж за сэра Эдварда Грина (ум. 1676).
Родился около 1657 года. Первоначально носил титулы виконта Тотнесса и барона Дартмута. Чарльз ФицЧарльз получил образование за границей, вероятно в Испании, и был известен под прозвищем «Дон Карлос».
28 июля 1675 года Чарльз ФицЧарльз получил от своего отца титул графа Плимута и стал пэром Англии.
19 сентября 1678 года он женился в Уимблдоне (Суррей) на леди Бриджет Осборн (ум. 9 мая 1718), третьей дочери лорла-казначея Томаса Осборна (1632—1712), 1-го герцога Лидса, и Бриджет Берти (1629—1704). Брак был бездетным.
Он был другом драматического поэта Томаса Отуэя, с которым служил в кавалерийском полку во Фландрии. Позднее граф Плимут вместе со своим другом Джоном Шеффилдом, 1-м герцогом Бекингемом и Норменди, отправился в североафриканскую колонию Танжер. Граф Плимут, назначенный губернатором крепости, отправился в Танжер в качестве полковника двухтысячного плимутского пехотинского полка, названного 2-м танжерским полком. Плимутский полк был отправлен на помощь английскому гарнизону Танжера, блокированному войсками марокканского султана Мулая Исмаила.
17 октября 1680 года 23-летний полковник Чарльз ФицЧарльз скончался от дизентерии в Танжере. В 1684 году англичане вынуждены были покинуть крепость Танжер. Тело графа Плимута было доставлено в Англию и похоронено 18 января 1681 года в Вестминстерском аббатстве. Его вдова Бриджет в 1706 году вторично вышла замуж за Филиппа Биссе (1667—1721), епископа Херефорда и умерла 9 мая 1718 года.
После смерти бездетного Чарльза ФицЧарльза титул графа Плимута вернулся английской короне. В 1682 году 1-м графом Плимутом стал Томас Хикман-Виндзор (1627—1687).